# Konrad II. (Schlesien)
Konrad II. von Schlesien (auch: Konrad I. von Glogau; * zwischen 1232 und 1235; † 6. August 1273 oder 1274 in Glogau) war Herzog von Schlesien und 1247/1249 Elekt von Passau. Er war Begründer der Glogauer Herzogslinie und titulierte ab 1249/51 als Herzog von Glogau und ab 1251 auch als Herzog von Crossen.

## Herkunft und Familie
Konrad entstammte der Dynastie der Schlesischen Piasten. Seine Eltern waren Herzog Heinrich II. († 1241) und Anna von Böhmen († 1265), Tochter des böhmischen Königs Ottokar I. Přemysl. Konrads Geschwister waren:
- Boleslaw II. († 1278), Herzog von Schlesien
- Mieszko († 1242), Herzog von Lebus
- Heinrich III. († 1266), Herzog von Breslau
- Wladislaw von Schlesien, Herzog von Schlesien, Kanzler des böhmischen Königs Ottokar II. Přemysl, Erzbischof von Salzburg, Administrator von Breslau
- Elisabeth, verheiratet mit Herzog Przemysław I. von Großpolen

1249 heiratete Konrad Salomea, eine Schwester des großpolnischen Herzogs Przemysław I. Nach deren Tod vermählte er sich 1271 mit der 12- oder 13-jährigen Sophia von Landsberg († 1318). Aus seinen Ehen erlebten sechs Kinder das Erwachsenenalter:
- Heinrich III. († 1309), 1274–1309 Herzog von Glogau, 1289–1289 von Steinau, seit 1289 von Sprottau, seit 1304 von Sagan
- Konrad III. „Köberlein“ († 1304), Herzog von Sagan
- Primislaus/Primko I. († 1289), Herzog von Steinau und Sprottau
- Anna († 26. Juni 1271), heiratete am 24. August 1260 in Heidelberg Ludwig II. „den Strengen“, Pfalzgraf bei Rhein und Herzog zu Bayern
- Euphemia († vor 29. Mai 1275), verheiratet mit Albert I. von Görz und Tirol
- Hedwig († 1318), Abtissin des Breslauer Klarissinenklosters

## Leben
Nach dem frühen Tod seines Vaters 1241 übernahm Konrads ältester Bruder Boleslaw die Regierung zugleich für seine unmündigen jüngeren Brüder. Konrad wurde für den geistlichen Stand bestimmt und zum Studium nach Paris geschickt. Für 1247 ist er als Propst des Glogauer Kapitels belegt. Vermutlich 1248 wurde er vom Passauer Domkapitel zum Nachfolger des abgesetzten Bischofs Rüdiger von Bergheim gewählt. Da die Wahl ohne die Zustimmung der Kurie erfolgte, wurde ihm am 15. Februar 1249 die päpstliche Bestätigung versagt. Konrad hatte zu diesem Zeitpunkt weder das kanonische Alter erreicht, noch konnte er eine Priesterweihe nachweisen. Trotzdem führte er bis etwa September 1249 in schlesischen Urkunden den Titel eines Elekten von Passau. Obwohl er Passau nie betreten hatte und niemals zum Bischof geweiht wurde, wurde er vom Passauer Kanoniker Albert Behaim im Passauer Bischofskatalog für 1250–1251 als Bischof verzeichnet.
Da Konrad und seine Brüder mit der verschwenderischen Wirtschaft ihres ältesten Bruders Boleslaw nicht einverstanden waren, kam es zu kriegerischen Auseinandersetzungen. Nachdem der zweitgeborene Heinrich 1248 die Volljährigkeit erlangt hatte, wurde das Herzogtum geteilt. Boleslaw erhielt Liegnitz und Heinrich Breslau. Um eine weitere Zersplitterung zu vermeiden, übernahmen sie die Verpflichtung, Konrad und Wladislaw aus ihren Teilgebieten auszustatten bzw. abzufinden. Boleslaw verpflichtete sich für Konrad.
Als Boleslaws Mitregent forderte Konrad schon bald die Zuteilung eines eigenen Teilgebietes, was ihm jedoch sowohl von Boleslaw als auch von Heinrich verweigert wurde. Deshalb kam es wiederum zu Streitigkeiten, die dazu führten, dass Konrad Ende 1249 auf das Passauer Bischofsamt resignierte und sich unter den Schutz des großpolnischen Herzogs Przemysław I. begab. Kurz darauf heiratete er dessen Schwester Salome. Mit Unterstützung seines nunmehrigen Schwagers Przemysław I. fiel er 1251 in das Gebiet Boleslaws ein und eroberte die Burg Beuthen an der Oder, die er befestigte. Boleslaw, der zum Entsatz der Burg heranrückte, wurde von Konrad gefangen genommen und zur Abtretung des Glogauer Gebietes genötigt. Obwohl Boleslaw entfliehen konnte, verlor er bis Ende 1251 auch noch das Crossener Gebiet sowie die Burgen Sandewalde, Steinau und Sagan mit den dazugehörigen Bezirken an Konrad. Im September 1253 fiel Konrad zusammen mit Przemysław I.erneut in das Breslauer Land ein und verwüstete die Gebiete um Trebnitz, Zirkwitz und Lissa.
Erst 1254 kam es zur Anerkennung der Gebietsansprüche Konrads. Er wählte Glogau, dem er bereits 1253 das Magdeburger Recht verliehen hatte, zu seiner Residenz und nannte sich schon ab 1249/51 „Herzog von Glogau“. Er förderte die deutsche Besiedlung seines Landes. Für Grünberg stiftete er eine Kirche, die der heiligen Hedwig, deren Enkel er war, geweiht wurde. Er starb in Glogau und wurde in der dortigen Kollegiatkirche bestattet.